# Crassispirinae
Crassispirinae é uma subfamília de gastrópodes pertencente à família Turridae.

## Gêneros
- Gênero Aoteadrillia Powell, 1942
- Gênero Austrodrillia Hedley, 1918
- Gênero Belalora Powell, 1951
- Gênero Buchema Corea, 1934
- Gênero Burchia Bartsch, 1944
- Gênero Calcatodrillia Kilburn, 1988
- Gênero Carinapex Dall, 1924
- Gênero Carinodrillia Dall, 1919
- Gênero Ceritoturris Dall, 1924
- Gênero Cheungbeia Taylor & Wells, 1994
- Gênero Conorbela Powell, 1951
- Gênero Conticosta Laseron, 1954
- Gênero Crassiclava McLean, 1971
- Gênero Crassispira Swainson, 1840
- Gênero Darrylia Garcia, 2008
- Gênero Doxospira McLean, 1971
- Gênero Epideira Hedley, 1918
- Gênero Funa Kilburn, 1988
- Gênero Graciliclava Shuto, 1983
- Gênero Haedropleura Monterosato in Bucquoy, Dautzenberg & Dollfus, 1883
- Gênero Hindsiclava Hertlein & A.M. Strong, 1955
- Gênero Horaiclavus Oyama, 1954
- Gênero Inodrillia Bartsch, 1943
- Gênero Inquisitor Hedley, 1918
- Gênero Kurilohadalia Sysoev & Kantor, 1986
- Gênero Kurodadrillia Azuma, 1975
- Gênero Lioglyphostoma Woodring, 1928
- Gênero Maesiella McLean, 1971
- Gênero Mauidrillia Powell, 1942
- Gênero Miraclathurella Woodring, 1928
- Gênero Monilispira Bartsch & Rehder, 1939
- Gênero Naskia Sysoev & Ivanov, 1985
- Gênero Naudedrillia Kilburn, 1988
- Gênero Nquma Kilburn, 1988
- Gênero Paradrillia Makiyama, 1940
- Gênero Plicisyrinx Sysoev & Kantor, 1986
- Gênero Pseudexomilus Powell, 1944
- Gênero Pseudotaranis McLean, 1995
- Gênero Psittacodrillia Kilburn, 1988
- Gênero Ptychobela Thiele, 1925
- Gênero Striatoguraleus Kilburn, 1994
- Gênero Turridrupa Hedley, 1922
- Gênero Viridrillia Bartsch, 1943